# کایلی شوک
کایلی شوک (انگلیسی: Kylee Shook؛ زادهٔ ۱۸ مارس ۱۹۹۸) بازیکن بسکتبال اهل ایالات متحده آمریکا است.